# Pârâul Răchitelor
Pârâul Răchitelor este un curs de apă, afluent al râului Cracăul Negru. 

## Hărți
- Parcul Vânători-Neamț